# Aristolochia iberica
Aristolochia iberica Fisch. & C.A.Mey. ex Boiss. – gatunek rośliny z rodziny kokornakowatych (Aristolochiaceae Juss.). Występuje naturalnie w Armenii oraz Gruzji. Inne źródła podają występowanie także w północno-wschodniej Turcji.

## Morfologia
PokrójBylina o owłosionych pędach. Dorasta do 20–30 cm wysokości.
LiścieMają owalny kształt. Mają 6–8 cm długości. Nasada liścia ma sercowaty kształt. Całobrzegie, z tępym lub prawie ostrym wierzchołkiem. Ogonek liściowy jest owłosiony i ma długość 2–5 cm.
KwiatyPojawiają się pod liśćmi. Mają biało-zielonkawą barwę. Dorastają do 3,5–4,5 cm długości. Mają kształt wygiętej tubki.
OwoceTorebki o odwrotnie jajowatym kształcie. Mają 2–2,5 cm długości.

## Biologia i ekologia
Rośnie w dolnym pasie górskim, w cieniu drzew. Występuje na wysokości od 600 do 1300 m n.p.m. Kwitnie od maja do czerwca, natomiast owoce pojawiają się od czerwca do lipca.

## Ochrona
W Armenii ma status gatunku zagrożonego wyginięciem. W tym państwie znany jest tylko z populacji, składającej się z pięciu subpopulacji w lasach na północy kraju. Jego zasięg występowania jest mniejszy niż 500 km². Ponadto jego populacja ma tendencję spadkową. Został on wymieniony w pierwszej edycji Czerwonej Księgi Armenii w kategorii 2 – gatunków rzadkich. Nie jest zawarty w CITES, ani w Konwencji Berneńskiej. Ograniczony zakres jego występowania oraz utrata siedlisk spowodowana jest ekspansją gruntów ornych oraz pastwisk.